# Берлингтон (Онтарио)
Бе́рлингтон (англ. Burlington) — город в провинции Онтарио в Канаде. Город Берлингтон находится по западному берегу озера Онтарио неподалёку города Гамильтон и в 50 км к западу от Торонто. Город — часть промышленного района, прозванного «Золотой подковой» (англ. Golden Horseshoe). В 2011 году численность населения города составила 175 779 человек.

## История
Деревня Берлингтон образована в 1873 году слиянием населённых пунктов Порт-Нельсон и Веллингтон-Сквэа. Берлингтон получил статус города в 1914 году и стал большим городом (city) в 1974 году. Первым и наиболее известным жителем будущего города был лоялист Джозеф Брант, который получил участок земли площадью 3450 акров (почти 1400 га) на берегу залива Берлингтон в 1798 году.
Первоначально основой экономики города была торговля и перевалка грузов — через порт Нельсон отгружалась пшеница и лесоматериалы. Приход железной дороги в 1854 году также стимулировал торговлю. Экономический рост застопорился когда запасы древесины были истощены, а пароходы большого водоизмещения стали швартоваться в портах Гамильтон и Торонто в обход местных причалов. 
В период с 1890-х годов до Первой мировой войны произошёл поворот местного сельского хозяйства в сторону овощеводства и плодоводства — Берлингтон превратился в «город-сад» в южной части провинции Онтарио. В настоящее время город стал также «спальным районом» для соседних Гамильтона и Торонто.
В Берлингтоне находится всемирно известный Королевский ботанический сад.

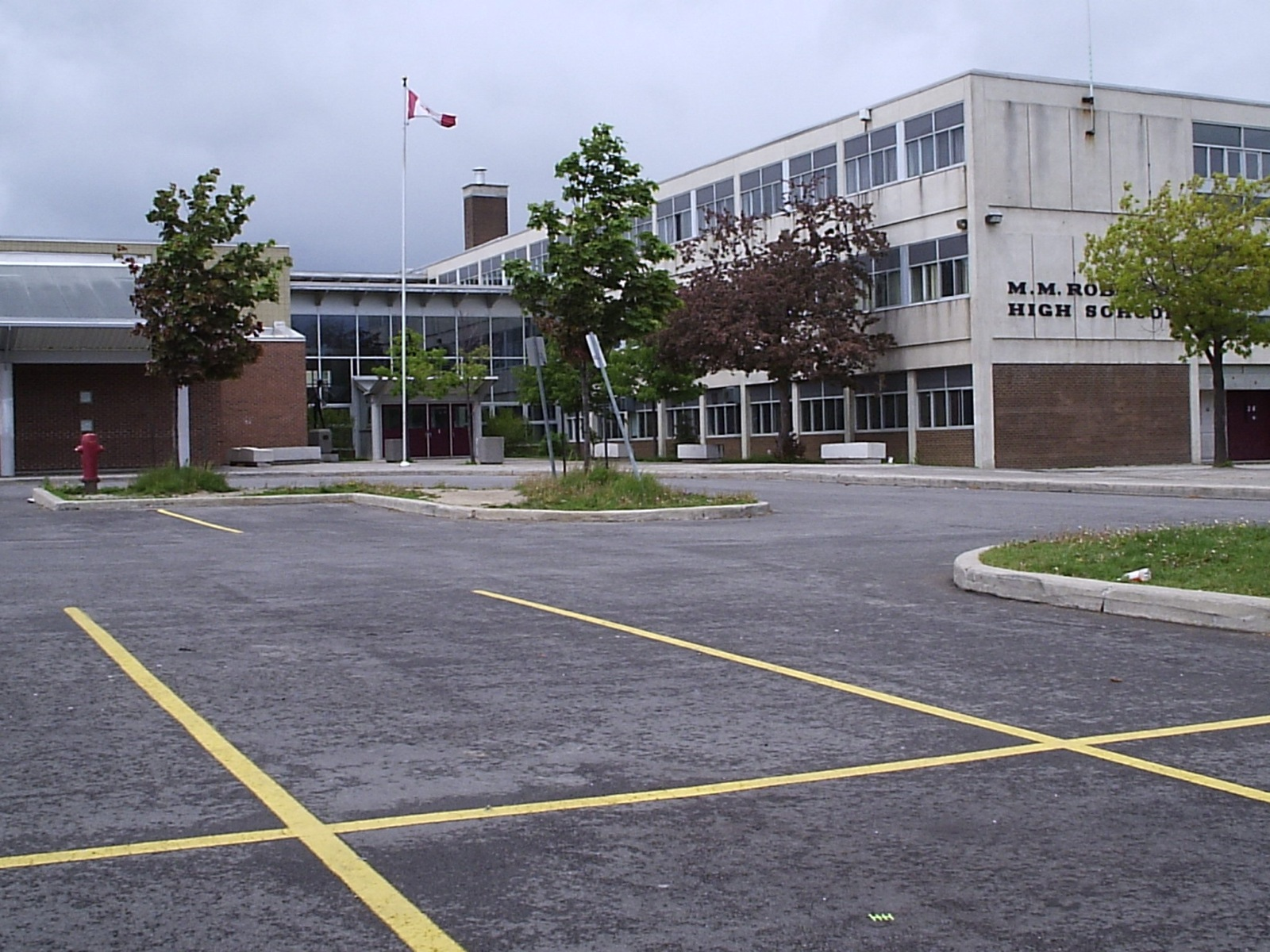
Высшая школа имени М.М.Робинсона
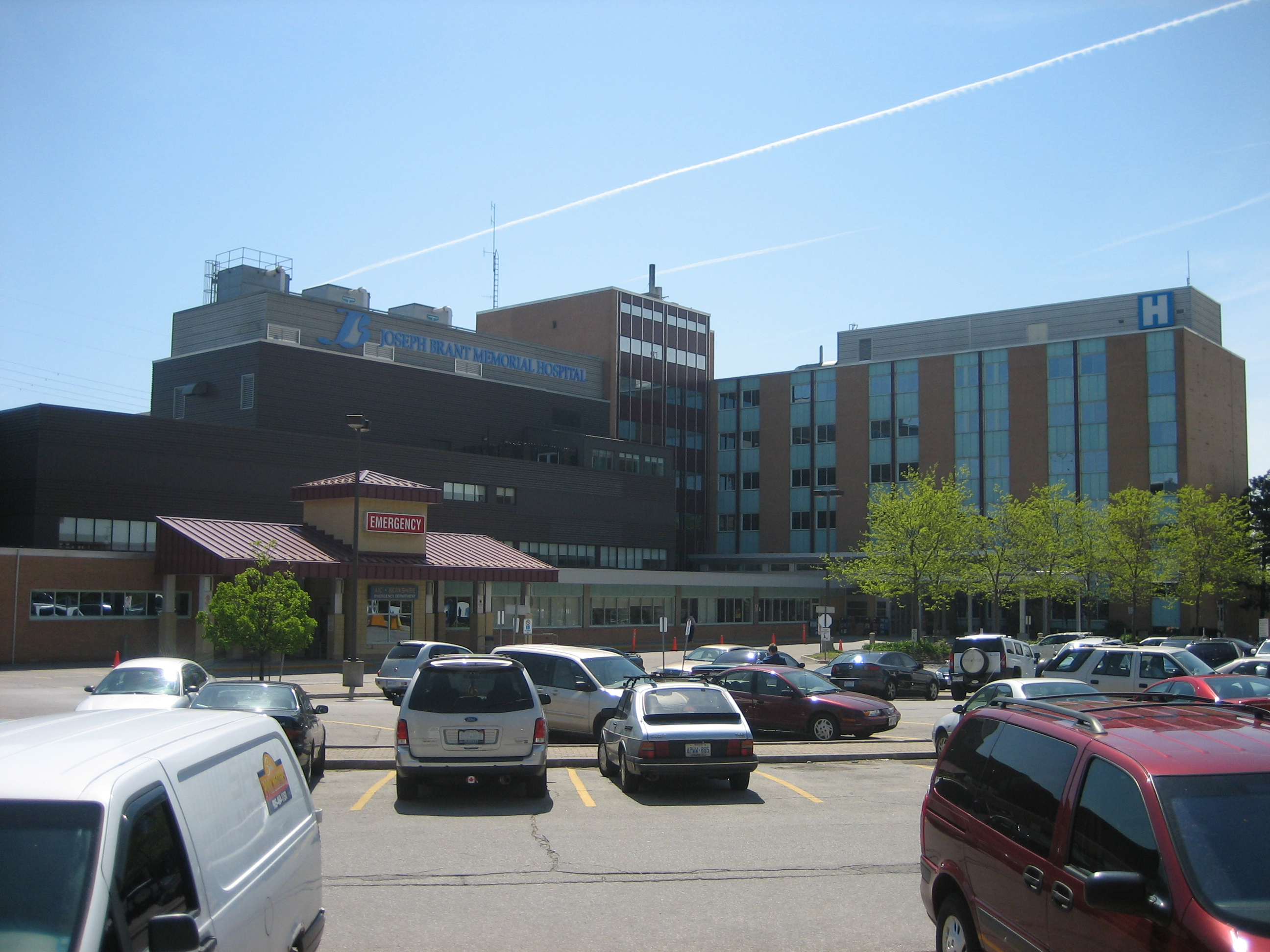
Больница Джозеф-Брант-Мемориал
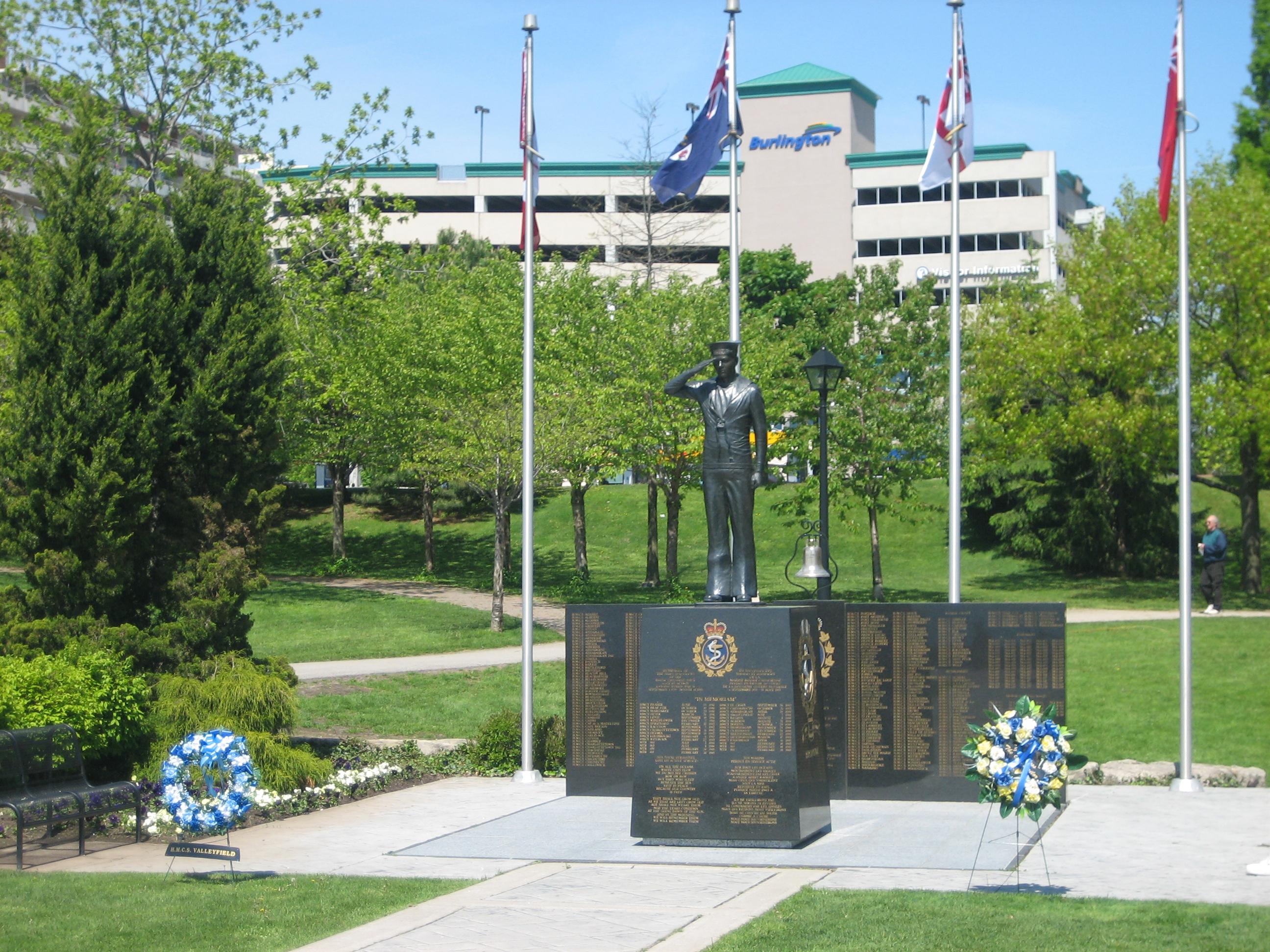
Мемориал военным морякам в парке Спенсер-Смит
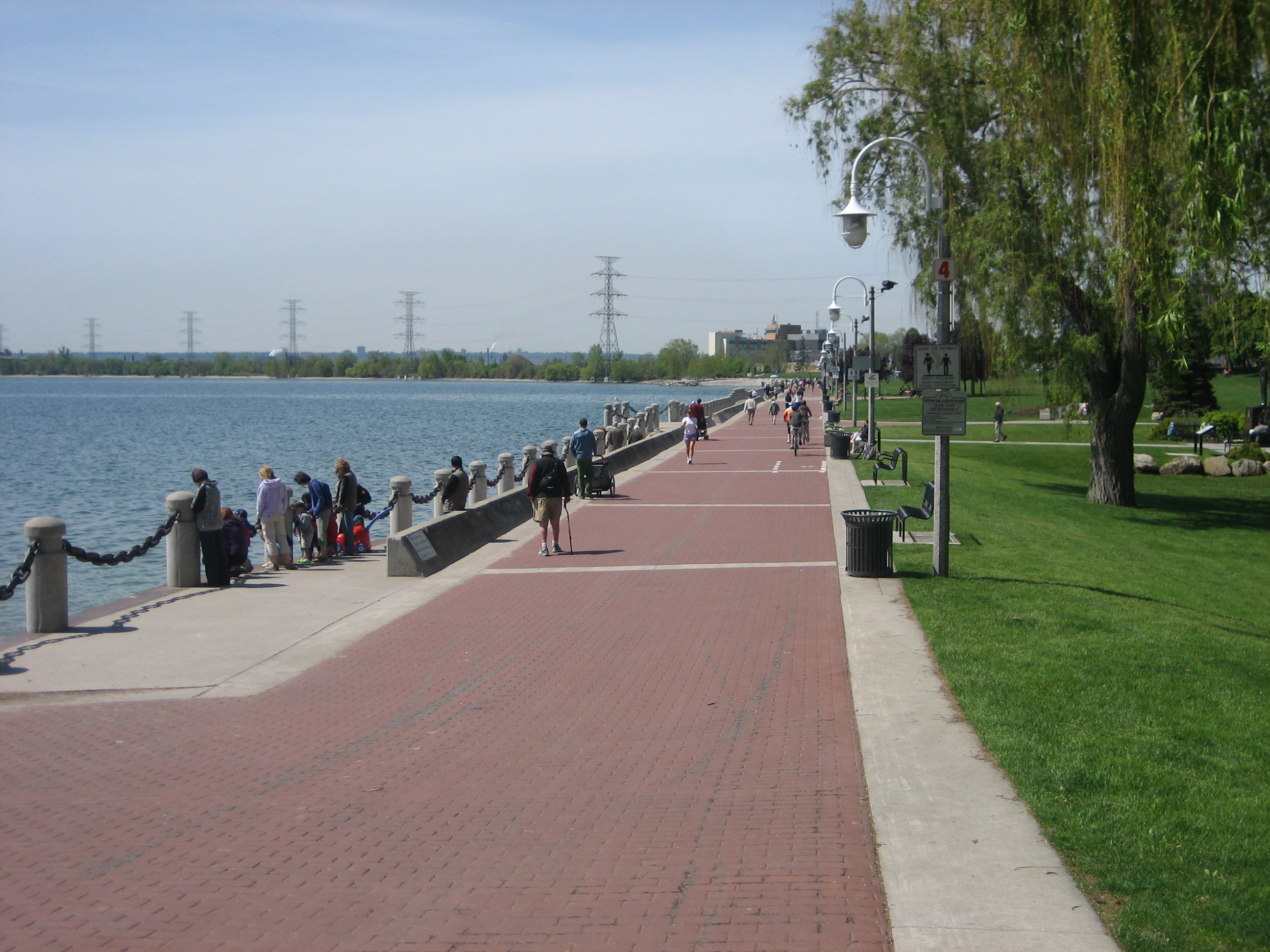
Берег озера в парке Спенсер-Смит
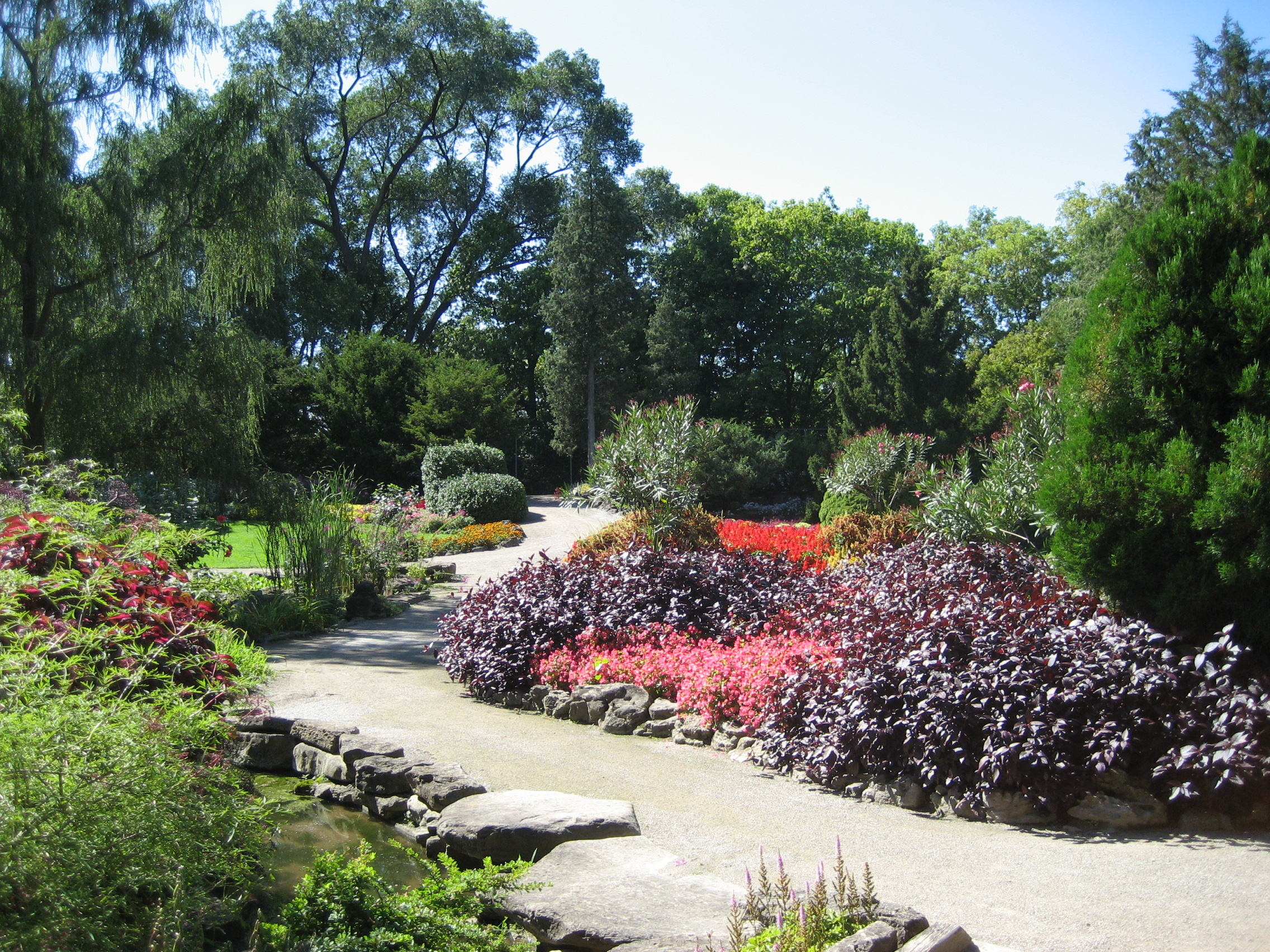
Королевский ботанический сад
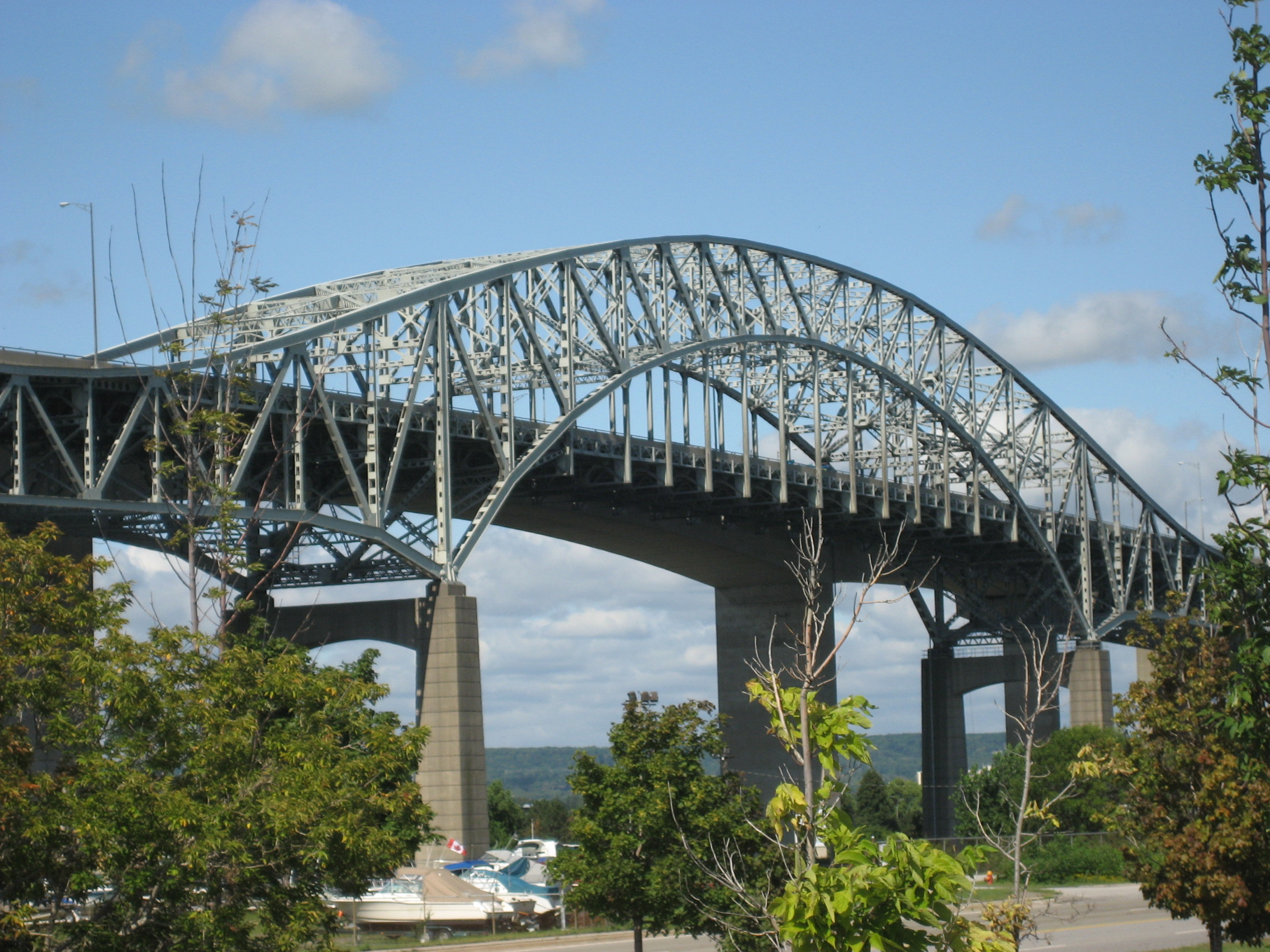
Мост Скайвей-Бридж

## Известные уроженцы и жители
- Джиллиан Рейнольдс (род.1966) — американская актриса, журналистка и телеведущая.
- Джефф Данна (род.1964) — канадский кинокомпозитор.
- Марк Олдершоу (род.1983) — канадский гребец-каноист, бронзовый призёр летних Олимпийских игр в Лондоне.
- Джим Керри (род.1962) — канадо-американский актёр, комик, сценарист и продюсер.
- Райан Гослинг (род.1980) — канадский киноактёр.
- Торри Хиггисон (род.1969) — канадская актриса.
- Юлия Чернер (род.1973) — канадский инженер.
- Джош Андерсон (род.1994) — канадский хоккеист.